# ویروس آ۲۳
ویروس آ۲۳ (نام علمی: A23 virus) نام یک گونه از سرده انتروویروس است.